# La donna leopardo (film)

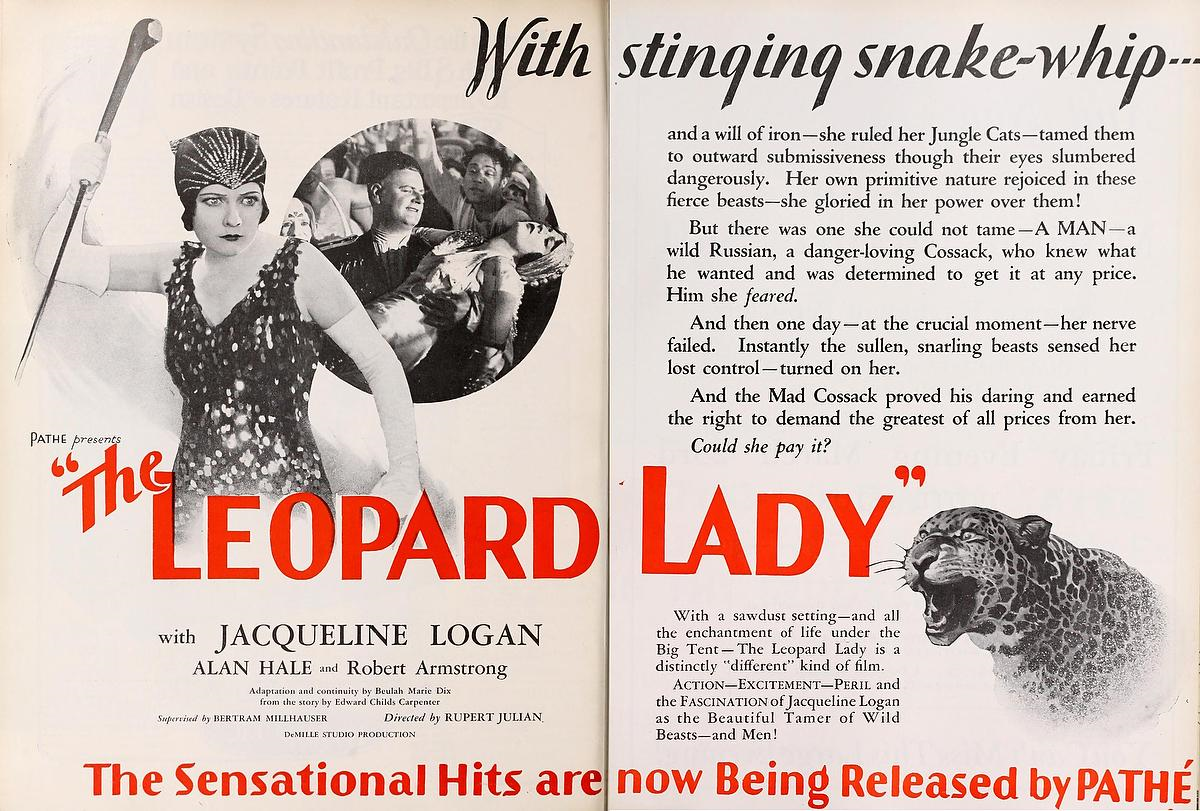

La donna leopardo (The Leopard Lady) è un film muto del 1928 diretto da Rupert Julian ispirato a un lavoro teatrale di Edward Childs Carpenter (1872-1950).

## Trama
Paula, una domatrice che alleva i suoi leopardi, è conosciuta con il nome di "donna leopardo". Viene assunta dalla polizia con il compito di entrare in incognito in un circo per indagare su una serie di furti e omicidi. Scopre che Cesare, un cosacco, possiede una scimmia che ha addestrato per compiere i delitti: dapprima Paula esita a denunciare Cesare perché una volta l'uomo le ha salvato la vita ma, quando la scimmia riduce in fin di vita il suo fidanzato, lei rivela la verità e lo fa arrestare.

## Produzione
Il film fu prodotto dalla DeMille Pictures Corporation.

## Distribuzione
Distribuito dalla Pathé Exchange, il film uscì nelle sale statunitensi il 22 gennaio 1928. In Brasile prese il titolo Um Anjo Entre Feras, in Danimarca Mysteriet i Cirkus Zametov e in Spagna quello di La mujer del leopardo.